# Czekarzewice (gromada)
Czekarzewice (alt. Czekarzewice I) – dawna gromada, czyli najmniejsza jednostka podziału terytorialnego Polskiej Rzeczypospolitej Ludowej w latach 1954–1972.
Gromady, z gromadzkimi radami narodowymi (GRN) jako organami władzy najniższego stopnia na wsi, funkcjonowały od reformy reorganizującej administrację wiejską przeprowadzonej jesienią 1954 do momentu ich zniesienia z dniem 1 stycznia 1973, tym samym wypierając organizację gminną w latach 1954–1972.
Gromadę Czekarzewice siedzibą GRN w Czekarzewicach (I) utworzono – jako jedną z 8759 gromad na obszarze Polski – w powiecie iłżeckim w woj. kieleckim, na mocy uchwały nr 13k/54 WRN w Kielcach z dnia 29 września 1954. W skład jednostki weszły obszary dotychczasowych gromad Czekarzewice I i Czekarzewice II (bez przysiółka Przymiarki) ze zniesionej gminy Tarłów oraz Zemborzyn ze zniesionej gminy Pawłowice w tymże powiecie. Dla gromady ustalono 22 członków gromadzkiej rady narodowej.
1 stycznia 1956 gromada weszła w skład nowo utworzonego powiatu lipskiego w tymże województwie.
Gromadę zniesiono 1 stycznia 1969, a jej obszar włączono do gromad Tarłów (wsie Czekarzewice Pierwsze i Czekarzewice Drugie) i Pawłowice (wsie Zemborzyn Pierwszy i Zemborzyn Drugi).